# 菅原正子

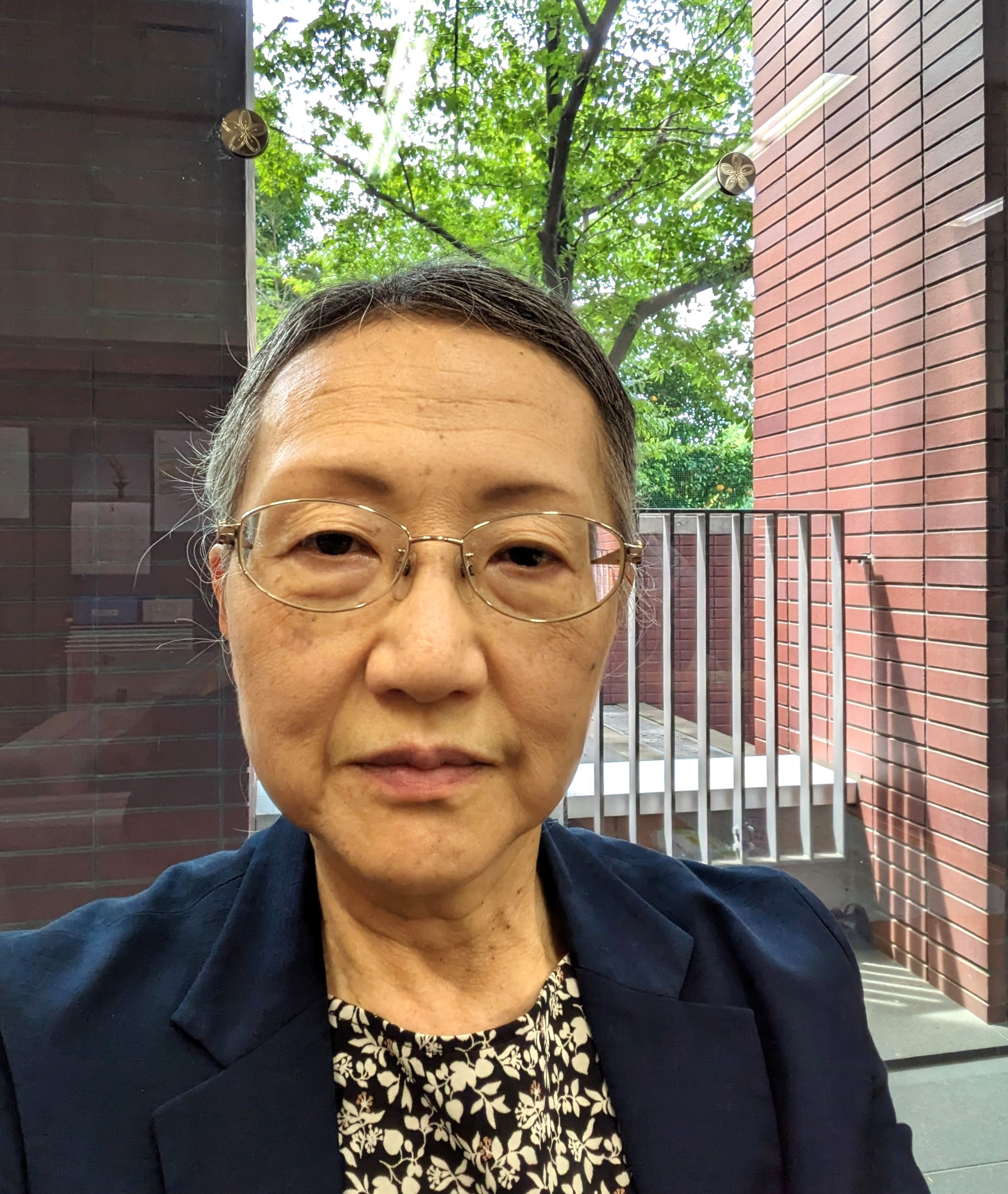
菅原正子（2024年5月22日撮影）

菅原 正子（すがわら まさこ、1959年 - ）は、日本史学者。専攻は日本中世史・文化史。最近では服飾史や旗に関する論文を発表している。
母菅原珠子（学習院女子大学名誉教授）は西洋服飾史、母方の叔父久城育夫（東京大学名誉教授、日本学士院会員）は地質学・岩石学が専門。父菅原範人は早稲田大学第一政治経済学部政治学科在学中に競走部に所属し、1948年8月に開催された第32回全日本陸上競技選手権大会の800ｍで優勝、1949年1月5、6日に開催された第25回箱根駅伝では、2区を走り区間2位の成績であった

## 来歴
東京都生まれ。東京女子大学文理学部史学科・日本大学法学部政治経済学科卒業、早稲田大学大学院文学研究科博士後期課程史学専攻修了。1999年「中世公家の経済と文化」で早稲田大学より博士（文学）を取得。2003年4月から学習院女子大学非常勤講師。
2024年8月に北京で開催されたFIAV主催の第30回国際旗章学会議（the 30th International Congress of Vexillology）では、ペーパー・プレゼンテーションの ”Historical Military Flags with Chinese Characters: Japanese Banner with the Name of God” で Best paper award の The Whitney Smith Award を受賞した。

## 著書
- 『中世公家の経済と文化』吉川弘文館 1998　ISBN　9784642027625 オンデマンド版　2023 ISBN 9784642727624
- 『中世の武家と公家の「家」』吉川弘文館 2007 ISBN　	9784642028721 オンデマンド版　2023 ISBN 9784642728720
- 『日本人の生活文化 くらし・儀式・行事』吉川弘文館 2008 ISBN 9784642079853
- 『占いと中世人 政治・学問・合戦』講談社現代新書 2011 ISBN 978-4-06-288089-3
  - 「読みなおす日本史」吉川弘文館、2025　ISBN　9784642078139
- 『日本中世の学問と教育』同成社、2014　ISBN　9784886216731
- 『中世の家族と政治・法』吉川弘文館、2025　ISBN 9784642029957

共編
- 『日本史諸家系図人名辞典』小和田哲男監修 仁藤敦史共編 講談社 2003　ISBN　4062115786

最近の論文
- 「『蒙古襲来絵詞』にみえる蒙古軍の服装と旗」（『風俗史学』67号、2018）
- 「将軍足利家の肖像画にみえる服飾—桐紋と金襴—」（『国史学』227号、2019）
- 「戦国武将と易占い」（赤澤春彦編『新陰陽道叢書 第２巻 中世』名著出版、2021）
- 「15・16世紀日本の「島織物」と島―フィリピン諸島の織物と関連して―」（『国際服飾学会誌』61号、2022）
- 「中世後期の朝廷の女官たち―親族と家業から―」（伴瀬明美・稲田奈津子・榊佳子・保科季子編『東アジアの後宮（アジア遊学）』勉誠出版、2023）
- “Historical Military Flags with Chinese Characters: Japanese Banners with the Name of a Deity (历史上写有汉字的军旗ː日本的神名旗帜).” Proceedings of the 30th International Congress of Vexillology (大会学术论文集 第30届国际旗帜学) (2024) (https://fiav.org/wp-content/uploads/2025/06/ICV-30-Proceedings.pdf)